# Черна елша
Черната елша (Alnus glutinosa) е широколистно листопадно дърво. Растението има стъбло, покрито със сиво-черна силно напукана кора. Името на растението идва от цвета на кората му и от по-тъмния цвят на короната му, дължащ се на тъмнозелените листа. Листата на черната елша са сравнително големи и с обратно яйцевидна или почти кръгла форма. На върха са заравнени или леко врязани, по което лесно се отличава от другите наши елши. Ръбът на листата е двойно назъбен. Всяка листна петура разполага с от 5 до 8 странични двойки жилки като отделните жилки имат разклонения, водещи до различен зъб от ръба на листа.
Както останалите представители на семейство Брезови, така и черната елша е еднодомно растение. И мъжките и женските цветове образуват съцветия – реси. При черната елша строежът на ресите е различен от този при останалите представители на семейство Брезови. Мъжките цветове са съставени от околоцветник и 4 тичинки. Всеки 3 мъжки цвята образуват дихазия, която е покрита от виолетова люспа. Мъжките реси се образуват от няколко дихазии. Мъжките реси са с продълговата форма. Женските цветове са изградени от плодник и четири прицветни листчета, които са срастнати помежду си. Женската дихазия се образува от два женски цвята, като те също са покрити с люспа. За разлика от мъжките женските реси са значително по-къси и имат шишарковидна форма.
Времето от цъфтежа на черната елша до узряването на плодовете е 6 – 7 месеца. Плодовете на черната елша са червено-кафяви на цвят, а по форма наподобяват шишарка. Всеки плод разполага с две ципести крилца, които позволяват плодът лесно да бъде пренесен от вятъра. Характерно за черната елша е, че освен посредством семена се размножава и вегетативно чрез издънки.
Оптималната възраст на черната елша е 100 – 150 години.
Растението е влаголюбиво, поради което се среща изключително в близост до водни басейни. Черната елша не е претенциозна към условията на средата и в България расте на надморска височина от 0 до 1000 метра, а понякога се среща и като отделни дървета в буковите гори на по-голяма надморска височина. Може да расте и като храст и да образува труднопроходими гъсталаци.
Дървесината на черната елша е устойчива на вода, поради което се използва за подводни строежи, укрепване на диги и други. Дървесината се използва и в кожарската промишленост. В България растението се използва и в парковите и парково-градски райони.